# Barbara Mensing
Barbara Mensing   (Herten, 23 de setembre de 1960) és una tiradora amb arc alemanya, ja retirada, que va competir durant la dècada de 1990.
El 1996 va prendre part en els Jocs Olímpics d'Estiu d'Atlanta, on va disputar dues proves del programa de tir amb arc. Guanyà la medalla de plata en la competició per equips, junt a Cornelia Pfohl i Sandra Wagner-Sachse, i fou vuitena en la prova individual. Quatre anys més tard, als Jocs de Sydney, tornà a disputar dues proves del programa de tir amb arc. Guanyà la medalla de bronze en la prova per equips, novament amb Pfohl i Wagner-Sachse, mentre en la prova individual fou vint-i-novena.
En el seu palmarès també destaca una medalla de plata i una de bronze al Campionat del món de tir amb arc i dues de plata al Campionat d'Europa.